# Monument aux morts d'Agen
Le monument aux morts est situé à Agen, sur la place Armand-Fallières, à côté de la préfecture.
Ici la liste de nom des défunts agenais de la première guerre mondiale.	

## Historique
La municipalité d'Agen a lancé un concours pour la construction d'un monument aux morts entre janvier et avril 1922. Le règlement du concours imposait que seuls les artistes nés ou vivant dans le département pouvaient y participer. Cinq projets ont été présentés. Le projet présenté par l'architecte Georges Pujol et le sculpteur Daniel-Joseph Bacqué est choisi à la fin de juillet 1922.
Le monument est inauguré le 12 octobre 1924.
Le sculpteur Daniel Bacqué est originaire de Vianne. Il a été l’élève de Bourdelle. Il a sculpté le groupe central. 
Ce monument aux morts est inscrit au titre des monuments historiques le 21 octobre 2014.

## Description
Le monument se compose d'un groupe central sculpté placé au-dessus d'un piédestal servant de crypte. De part et d’autre du piédestal se trouvent deux groupes de poilus : à gauche un groupe de soldats défendant une position, à droite un cortège de soldats portant un blessé.
Sur chacun des côtés de la crypte ont été posées des plaques en bronze avec les noms des soldats morts. Sa porte en bronze représente une femme en pied, voilée, tête baissée, portant une épée pointe en bas et figée dans la douleur. Elle a été présentée deux années, en 1923 et 1924, au Salon de la Société des artistes français. 
Au-dessus du piédestal servant de crypte, le groupe sculpté représente une victoire ailée protégeant un soldat.

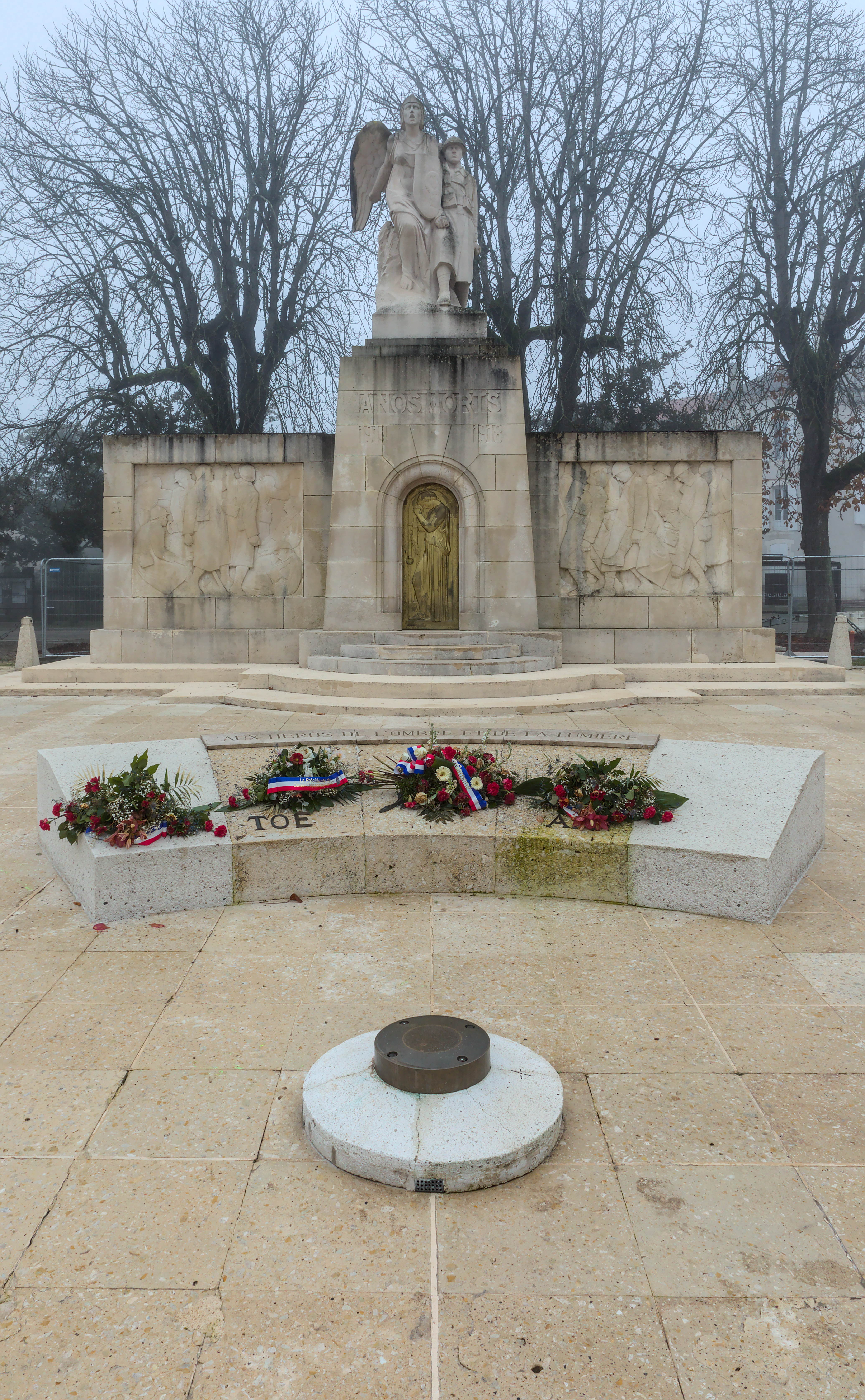
Vue d'ensemble
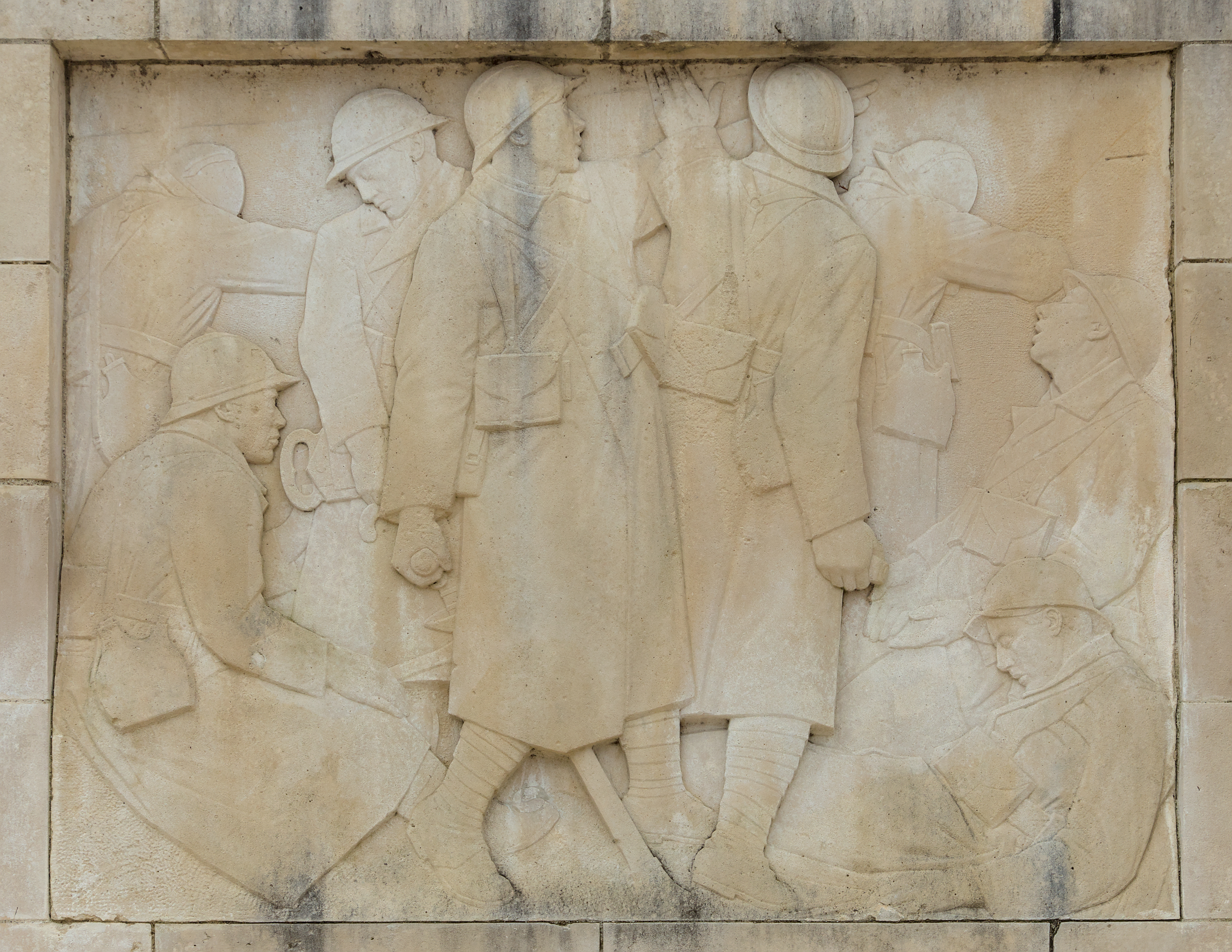
Bas-relief de la partie gauche du monument
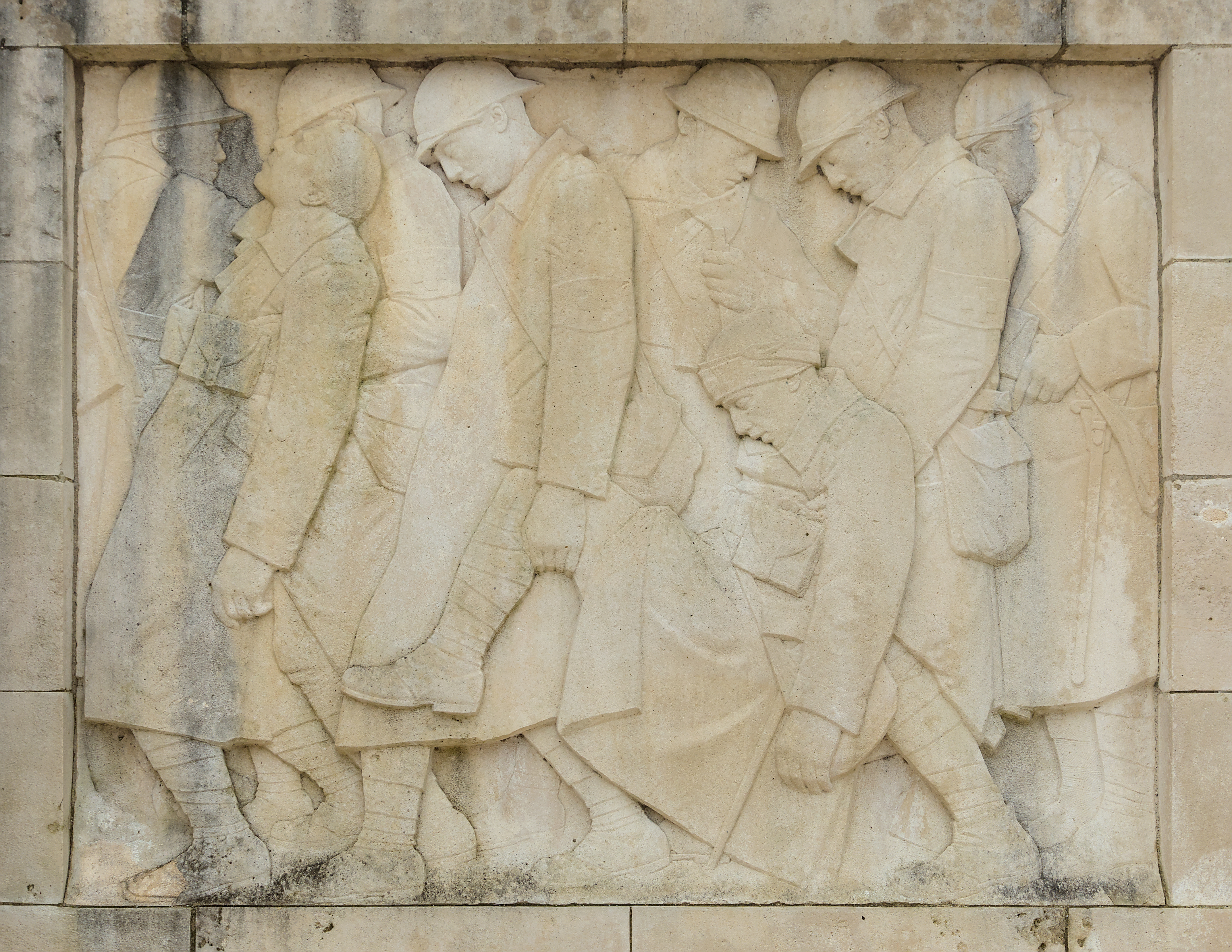
Bas-relief de la partie droite du monument
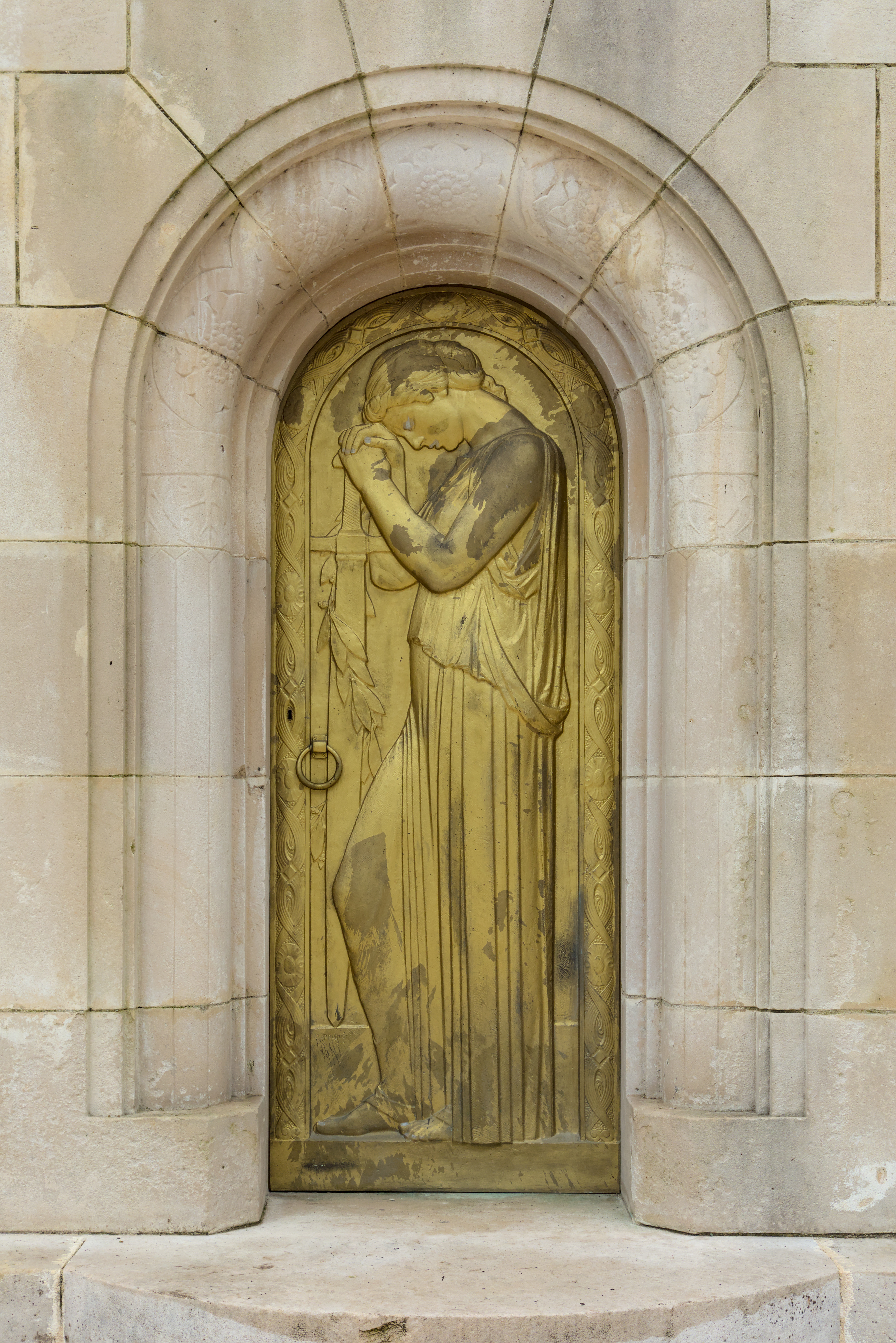
Porte sculptée en bronze au centre du monument
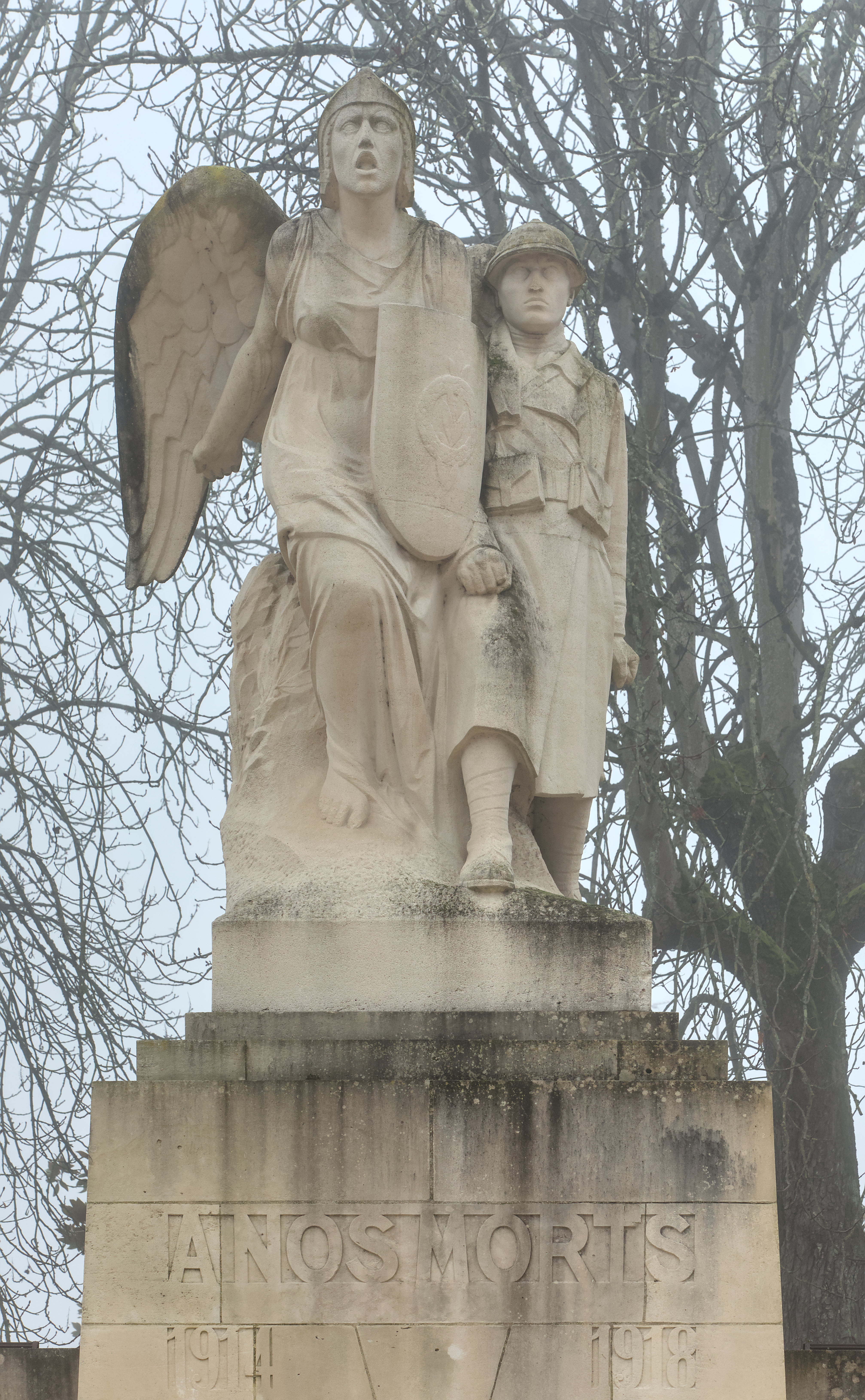
Groupe sculpté au sommet du monument